# Agni
Agni is een hindoeïstische god, en is een van de belangrijkste deva's (goden) in de Rig Veda.

## Rig Veda
In de Rig Veda is Agni de god van het (offer)vuur, de haard, het crematievuur, de bliksem en de zon. Hij is 'de Huispriester', Jātavedas, 'die de wezens kent' en 'de Offeraar'. 'Van al de goden staat hij het dichtst bij de mensen; op ieder ogenblik is hij de band tussen de aardse wereld en de godenwereld.' 'Bij de stervelingen is hij het onsterfelijk licht. Vanaf zijn geboorte is hij onwrikbaar bij ons gevestigd.' (Rigveda, vi,9,4)
Agni is op verschillende manieren verbonden aan soma (het levenselixer of de onsterfelijkheidsdrank) als de belichaming van het offervuur en de offerdrank. De zonne-vogel is een vorm van Agni, als de Indo-Europese Vuurvogel, die de soma naar de aarde brengt. Hij is de bron van gedachten (vi,9,5). Agni is de eerstgeborene van waarheid en androgyn: zowel koe als stier (Parjanya). Hij is ook een verborgen god, gevangen binnen zeven begrenzingen (x,5,6)
Het woord ignis is Latijn voor vuur, wat erg lijkt op het woord agni, dat Sanskriet is voor vuur. Het Sanskriet is ouder.
Agni of Agne is een vrouwelijke Griekse naam, die in het verleden vrij veel voorkwam.
Agni komt van het Griekse bijvoeglijk naamwoord αγνός (agnos), wat puur, schoon, kuis, ongerept betekent.
Agni is het vrouwelijke geslacht van het bijvoeglijk naamwoord en wordt alleen in deze vorm als naam gebruikt, terwijl de mannelijke vorm alleen als bijvoeglijk naamwoord wordt gebruikt.

## Hindoeïsme
In het hedendaagse India wordt Agni vereerd als deva (godheid). Hij is Indra's tweelingbroer, en is dus een zoon van Diaus Pitar en Prthivi. In andere versies is hij een zoon van Kasyapa en Aditi of van een koningin die haar zwangerschap geheimhield voor haar man. Hij wordt ook gezien als zoon van hemel en aarde en zou uit de zon of bliksem zijn ontstaan.
Agni wordt afgebeeld als rode god met twee of drie hoofden, diverse armen, een baard en vlammen als kleding. Hij rijdt in een wagen getrokken door paarden, maar soms berijdt hij een ram of bok.
Bij de hindoes wordt, als zij thuis een dienst hebben, alles in het vuur geofferd waarna aan Agni wordt gevraagd of hij al dat offerspijs naar de goden kan brengen, hij is dus ook een soort bezorger aan de goden van de mensen. Agni is naast beschermgod van het offervuur ook beschermgod van het haardvuur. Agni verschijnt als bliksem en is zowel wreed als vriendelijk. Hij verdreef de duisternis, verslond na zijn geboorte zijn ouders en verteert doden op de brandstapel. Het is een beschermgod van de wereld, kan onsterfelijkheid schenken en mensen zondevrij maken na hun dood.
Agni zorgde voor Hanuman toen diens staart in brand werd gestoken door Ravana, de koning van Lanka.

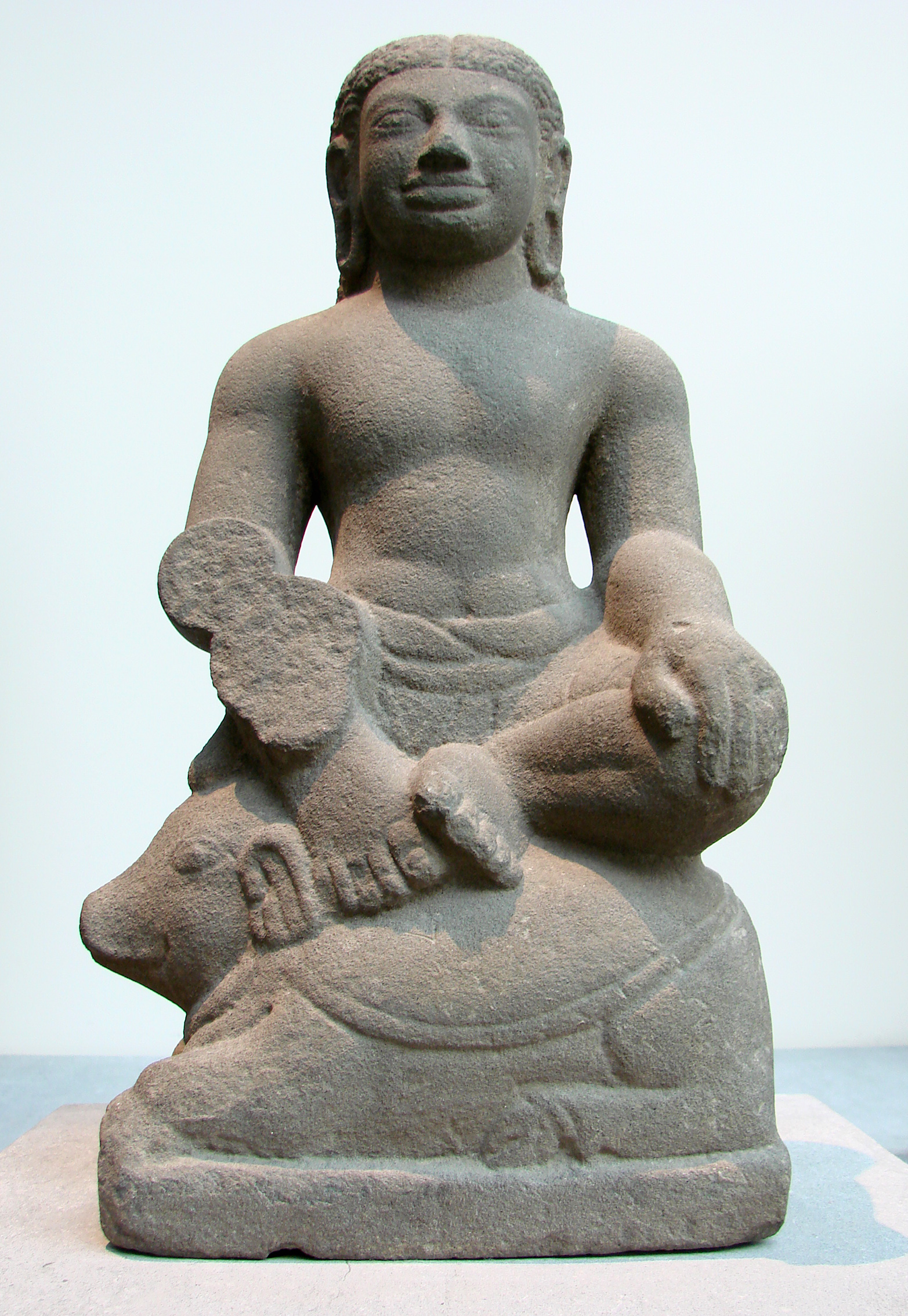
Agni